# Jesús Manuel Díaz
Jesús Manuel Díaz Marulanda (Barrancas, La Guajira, Colombia; 14 de mayo de 2004) es un futbolista colombiano que juega como Interior o extremo derecho en el Junior F. C. de la Categoría Primera A. Es hermano menor del futbolista Luis Díaz y Jesús Diomedes Díaz 

## Trayectoria

### Barranquilla FC
El 15 de febrero de 2021 con 16 años debutó como profesional en la derrota 2-1 frente al Fortaleza. El 22 de abril anotó su primer gol como profesional sentenciando el juego 3-0 frente a Tigre por la vuelta de la fase 2 de la Copa Colombia.
El 11 de octubre vuelve a anotar, está vez de tiro libre en la derrota frente al Real Cartagena por 3-1.

### FC Porto B
El 15 de julio de 2022 se confirma su traspaso del Barranquilla FC al Porto B, por medio de un préstamo hasta junio de 2023.
Barranquilla FC
El 30 de junio de 2023 se acaba su cesión y vuelve al Barranquilla FC.

## Selección nacional

### Categorías inferiores
Participó en el sudamericano sub-15 realizado en Paraguay. Con su selección alcanzó el cuarto lugar del torneo.

#### Participaciones en Sudamericanos
| Competición                 | Sede     | Resultado    | Partidos | Goles |
| --------------------------- | -------- | ------------ | -------- | ----- |
| Sudamericano Sub-15 de 2019 | Paraguay | Cuarto lugar | 7        | 1     |

## Estadísticas
| Club                          | Div.          | Temporada     | Liga  | Liga  | Liga  | Copa  | Copa  | Copa   | Internacional | Internacional | Internacional | Total | Total | Total  |
| Club                          | Div.          | Temporada     | Part. | Goles | Asist | Part. | Goles | Asist. | Part.         | Goles         | Asist.        | Part. | Goles | Asist. |
| ----------------------------- | ------------- | ------------- | ----- | ----- | ----- | ----- | ----- | ------ | ------------- | ------------- | ------------- | ----- | ----- | ------ |
| Barranquilla F. C. · Colombia | 2.ª           | 2021          | 16    | 1     | 2     | 2     | 1     | 0      | -             | -             | -             | 18    | 2     | 2      |
| Barranquilla F. C. · Colombia | 2.ª           | 2022          | 11    | 0     | 1     | 2     | 0     | 0      | -             | -             | -             | 13    | 0     | 1      |
| Barranquilla F. C. · Colombia | 2.ª           | 2023          | 15    | 0     | 1     | -     | -     | -      | -             | -             | -             | 15    | 0     | 1      |
| Barranquilla F. C. · Colombia | 2.ª           | 2024          | 20    | 0     | 1     | 1     | 0     | 0      | -             | -             | -             | 21    | 0     | 1      |
| Barranquilla F. C. · Colombia | Total club    | Total club    | 62    | 1     | 5     | 5     | 1     | 0      | -             | -             | -             | 67    | 2     | 5      |
| F. C. Porto "B" Portugal      | 2.ª           | 2022-23       | 1     | 0     | 0     | -     | -     | -      | -             | -             | -             | 1     | 0     | 0      |
| F. C. Porto "B" Portugal      | Total club    | Total club    | 1     | 0     | 0     | -     | -     | -      | -             | -             | -             | 1     | 0     | 0      |
| Junior · Colombia             | 1.ª           | 2025          | 3     | 0     | 0     | -     | -     | -      | -             | -             | -             | 3     | 0     | 0      |
| Junior · Colombia             | Total club    | Total club    | 3     | 0     | 0     | -     | -     | -      | -             | -             | -             | 3     | 0     | 0      |
| Total carrera                 | Total carrera | Total carrera | 66    | 1     | 5     | 5     | 1     | 0      | 0             | 0             | 0             | 71    | 2     | 5      |